# Шоимари (Прахова)
Шоимари (рум. Şoimari) насеље је у Румунији у округу Прахова у општини Шоимари. Oпштина се налази на надморској висини од 234 m.

## Становништво
Према подацима из 2002. године у насељу је живело 3196 становника, од којих су сви румунске националности.

### Хронологија
| Година       | 1992 | 1993 | 1994 | 1995 | 1996 | 1997 | 1998 | 1999 | 2000 | 2001 | 2002 | 2003 | 2004 | 2005 | 2006 | 2007 | 2008 | 2009 | 2010 | 2011 | 2012 | 2013 | 2014 | 2015 | 2016 | 2017 |
| ------------ | ---- | ---- | ---- | ---- | ---- | ---- | ---- | ---- | ---- | ---- | ---- | ---- | ---- | ---- | ---- | ---- | ---- | ---- | ---- | ---- | ---- | ---- | ---- | ---- | ---- | ---- |
| Становништво | 3209 | 3229 | 3195 | 3200 | 3179 | 3185 | 3194 | 3190 | 3211 | 3207 | 3186 | 3185 | 3198 | 3217 | 3208 | 3208 | 3173 | 3166 | 3187 | 3204 | 3199 | 3183 | 3151 | 3128 | 3102 | 3075 |